# پرونده قتل قناری (فیلم)
پرونده قتل قناری (انگلیسی: The Canary Murder Case) فیلمی ژانر جنایی به کارگردانی مالکوم سنت کلیر محصول سال ۱۹۲۹ کشور ایالات متحده آمریکا است.

## بازیگران
- ویلیام پاول در نقش Philo Vance
- جیمز هال در نقش Jimmy Spotswoode
- لوئیز بروکس در نقش Margaret Odell (the Canary)
- جین آرتور در نقش Alyce LaFosse
- Charles Lane در نقش Charles Spotswoode
- یوجین پلت در نقش Sgt. Ernest Heath
- گوستاو فون زیفرتیتس در نقش Dr. Ambrose Lindquist
- لورنس گرانت در نقش Charles Cleaver
- ند اسپارکس در نقش Tony Sheel
- Louis John Bartels as Louis Mannix
- ئی.اچ. کالورت در نقش Dist. Atty. John F.X. Markham
- Tim Adair در نقش George Y. Harvey
- مارگارت لیوینگستون در نقش Margaret Odell (voice)
- اسکار اسمیت در نقش Elevator Boy[۱] (در عنوان‌بندی نیامده)